# Zenodorus
Zenodorus es un género de arañas saltarinas de la familia Salticidae, distribuidas desde las islas Molucas hasta Australia, incluyendo varias islas del Pacífico. Alguna vez se consideró un sinónimo menor de Omoedus, pero Jerzy Prószyński lo rechazó más tarde en 2017. Al menos una especie, Z. orbiculatus, se especializa en cazar hormigas.

## Especies
- Zenodorus albertisi (Thorell, 1881)
- Zenodorus arcipluvii (Peckham & Peckham, 1901)
- Zenodorus brevis (Zhang & Maddison, 2012)
- Zenodorus danae Hogg, 1915
- Zenodorus darleyorum (Zhang & Maddison, 2012)
- Zenodorus durvillei (Walckenaer, 1837)
- Zenodorus formosus (Rainbow, 1899)
- Zenodorus jucundus (Rainbow, 1912)
- Zenodorus juliae (Thorell, 1881)
- Zenodorus lepidus (Guérin, 1834)
- Zenodorus marginatus (Simon, 1902)
- Zenodorus metallescens (L. Koch, 1879)
- Zenodorus meyeri (Zhang & Maddison, 2012)
- Zenodorus microphthalmus (L. Koch, 1881)
- Zenodorus niger (Karsch, 1878)
- Zenodorus obscurofemoratus (Keyserling, 1883)
- Zenodorus omundseni (Zhang & Maddison, 2012)
- Zenodorus orbiculatus (Keyserling, 1881)
- Zenodorus papuanus (Zhang & Maddison, 2012)
- Zenodorus ponapensis Berry, Beatty & Prószynski, 1996
- Zenodorus pupulus (Thorell, 1881)
- Zenodorus pusillus (Strand, 1913)
- Zenodorus rhodopae Hogg, 1915
- Zenodorus semirasus (Keyserling, 1882)
- Zenodorus swiftorum (Zhang & Maddison, 2012)
- Zenodorus syrinx Hogg, 1915
- Zenodorus tortuosus (Zhang & Maddison, 2012)
- Zenodorus variatus Pocock, 1899
- Zenodorus varicans (Thorell, 1881)
- Zenodorus wangillus Strand, 1911